# Vassili Karazine

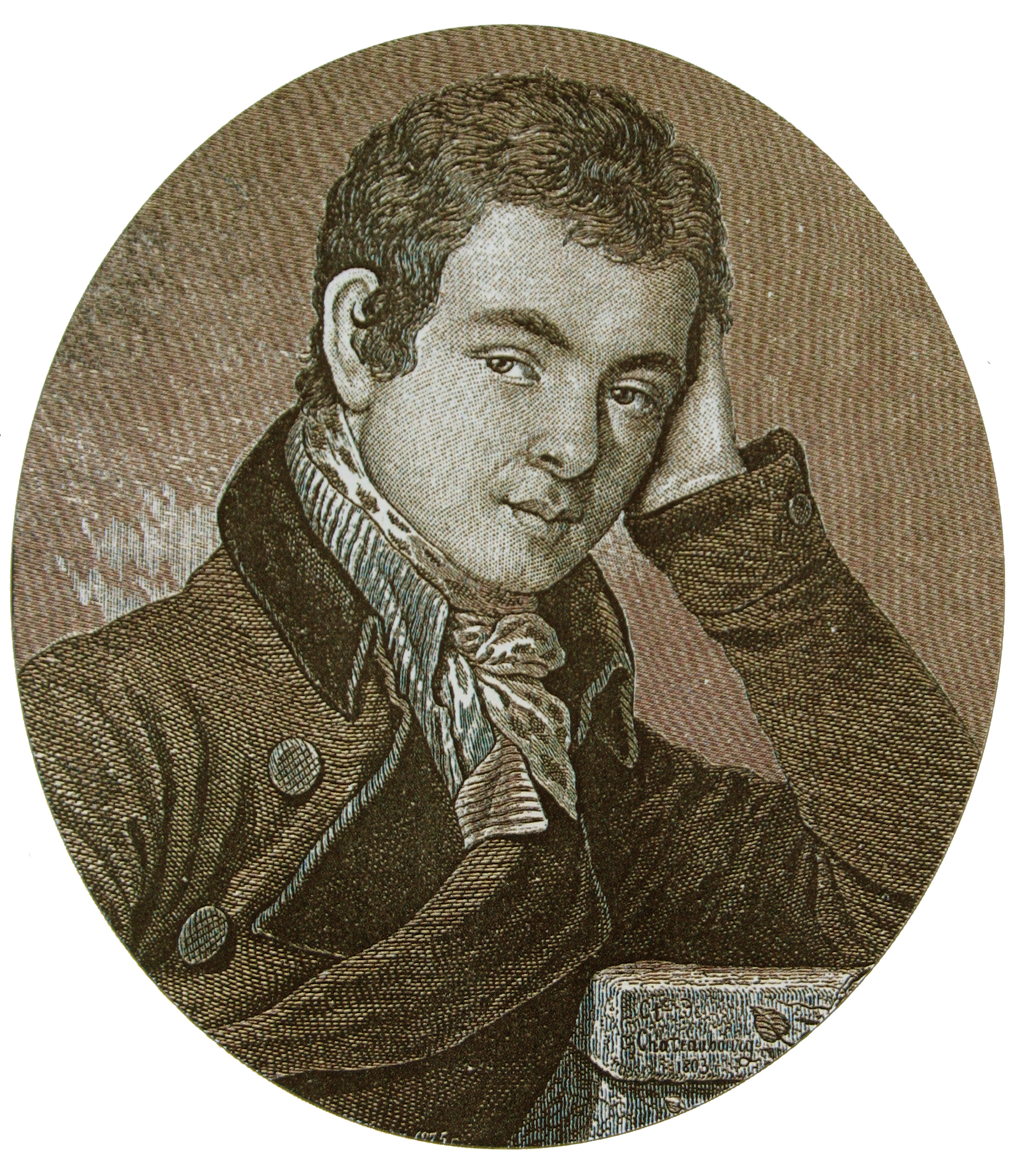
Miniature représentant Vassili Karazine

Vassili Nazarovitch Karazine (russe : Васи́лий Наза́рович Кара́зин, ukrainien : Васи́ль Наза́рович Кара́зін), né le 30 janvier 1773 (10 février dans le calendrier grégorien) au domaine familial de Kroutchik dans le gouvernement de Kharkov et mort le 4 novembre 1842 (16 novembre dans le calendrier grégorien) à Nikolaïev dans le gouvernement de Kherson, est un savant ukrainien, ingénieur qui fut le fondateur de l'Université de Kharkov qui porte son nom depuis 1996. Il est également à l'initiative de la formation du ministère de l'Instruction publique de l'Empire russe.

## Biographie

### Premières années
Son père, le colonel Nazar Karazine, reçoit de Catherine la Grande son domaine de Kourtchik dans l'ouiezd de Bogodoukhov. Les Karazine descendent de la famille grecque des Karadji.
Vassili Karazine est éduqué dans des pensions privées réservées aux fils de la noblesse à Krementchoug et à Kharkov. Il est inscrit à l'âge de dix ans au régiment des cuirassiers d'Orden, puis à dix-huit ans au prestigieux régiment de la garde Sémionovsky. Formellement, cela consiste en une formation militaire et des cours au corps des mines de Saint-Pétersbourg, où il s'intéresse surtout aux sciences expérimentales et enrichit de lui-même son éducation dans ces domaines. Bientôt, insatisfait de la vie militaire, il rentre au domaine familial où il épouse une simple serve (Domnia Ivanovna) de quatorze ans (il en a vingt-trois). Elle meurt en couches en 1796. En 1798, il décide de poursuivre ses études à l'étranger sans permission, en effet l'empereur Paul Ier avait ordonné aux étudiants à l'étranger de rentrer en Russie ; mais il est arrêté près de Kovno, avant d'être pardonné par l'empereur Paul Ier après une audience privée.
Il épouse en secondes noces Alexandra Vassilievna Blankennagel-Moukhina qui laissa un nom en tant que traductrice de littérateurs français.

### Sous le règne d'AlexandreIer
Lorsqu'Alexandre Ier monte sur le trône, Karazine lui envoie une lettre anonyme consistant en un véritable programme de société basé sur la confiance entre le souverain et son peuple. L'empereur demande une enquête sur l'auteur de cette missive et après l'aboutissement de celle-ci autorise Karazine à s'adresser à lui pour les questions touchant à la société civile. Karazine se fait le défenseur de l'instruction publique et d'une amélioration de la condition du peuple. Alexandre Ier, intéressé par ses suggestions, lui accorde sa confiance pendant trois ans environ. Il le nomme secrétaire concernant les questions de société, sur la recommandation de Nikolaï Novossiltsev.
C'est à lui que l'on doit l'idée de la fondation d'un ministère de l'Instruction publique. Il joue un rôle-pivot dans le règlement et l'organisation des établissements d'enseignement de cette époque, notamment concernant la fondation de nouvelles universités et d'académie supérieures.

### Fondation de l'université de Kharkov
Vassili Karazine est l'un des fondateurs de l'université de Kharkov en 1804. Il s'adresse à la noblesse locale pour la financer et reçoit pour ce faire plus de quatre cent mille roubles, somme considérable pour l'époque. La noblesse d'Ekaterinoslav, et nombre de représentants des classes marchandes et bourgeoises de Kharkov figurent aussi parmi les donateurs.
Un monument commémoratif est érigé en 1905 à l'université ; il se trouve aujourd'hui devant l'entrée.
Il n'assiste pas à l'inauguration de l'université, car il est évincé du ministère de l'Instruction publique. En novembre 1808, Karazine écrit une lettre à l'empereur intitulée Sur la non-intervention dans les affaires européennes qui lui vaut une courte arrestation.

### Karazine scientifique et acteur social
« La personnalité et le comportement de Karazine (comme la raison de son éviction en 1804 du ministère de l'Instruction publique, où il joua un rôle-pivot) ne sont toujours pas entièrement expliqués aujourd'hui. D'un côté, il avait la réputation d'une personnalité ardente et noble et il suscita le respect de la part de Herzen dans son article « L'Empereur Alexandre Ier et V. N. Karazine », publié en 1862 dans l'« Étoile polaire ». Les historiens ukrainiens (Karazine était propriétaire d'un domaine seigneurial du gouvernement de Kharkov, et fondateur de l'université de Kharkov) le considéraient comme l'un des acteurs majeurs de la société civile de l'époque d'Alexandre Ier, notamment en ce qui concerne la question paysanne. D'un autre côté, Alexandre Boïeïkov, dans sa satire La Maison des fous («Дом сумасшедших»), écrivit à propos de Karazine :
Voici d'entrée ce qu'est un écrivain servile :

Karazine est un caméléon

Agriculteur et juriste...

Considérons ce qu'il barbouille :

Chant à la liberté et au despotisme,

Mensonge et flatterie aux autorités terriennes,

Hymne élogieux à l'athéisme,

Et acathiste de tous les saints.
— A. Boïeïkov, La Maison des fous
Cela confirme ce que l'on peut trouver dans certains documents d'archives. Ainsi en 1820, Karazine adressa au comte Kotchoubeï un rapport sur Pouchkine, traitant de la décision d'exiler Pouchkine de Saint-Pétersbourg et d'autres aristocrates libre-penseurs ».
Karazine avait à sa disposition dans son domaine familial de Kroutchik un laboratoire de chimie et une station météorologique (la première du gouvernement de Kharkov, inaugurée en 1810). Il menait aussi toute sorte d'expérimentations dans ses terres, notamment à propos de céréales et blés étrangers qu'il acclimatait et croisait entre eux. Il faisait pour cela amender la terre, fabriquer de nouveaux instruments agricoles et construire de nouvelles installations.
La maison seigneuriale comportait aussi une grande bibliothèque et à côté de la maison se trouvait une école pour les enfants des paysans. Ces derniers jouissaient par famille d'un lopin de terre en propre qu'ils pouvaient cultiver pour eux-mêmes et se transmettre par héritage. Karazine avait organisé dans son domaine une sorte de conseil municipal paysan pour régler de certaines de leurs affaires. C'est ce conseil par exemple qui décidait du traitement du prêtre du village qui ne devait recevoir des paysans aucune rémunération directe. De plus Karazine développait et mettait en pratique toute sorte d'idées « philotechniques » dans le domaine de l'agriculture. Il mit d'ailleurs sur pied (de 1811 à 1818) une société dans ce but, ce qui lui coûta quantité d'énergie et de moyens.
Pendant quelques mois en 1820-1821, il fut mis aux arrêts à la forteresse de Schlüsselburg pour avoir critiqué le régime d'Alexandre et appuyé l'idée d'une monarchie constitutionnelle. Il passa ses dernières années dans son domaine, toujours sous l'œil plus ou moins vigilant des autorités policières. Il mourut à Nikolaïev, où il est enterré. Son petit-fils, Nikolaï Karazine (1842-1909) est un peintre de bataille et illustrateur fameux.

## Travaux
Karazine a publié une soixantaine d'articles dans des revues, almanachs et journaux, tels que Le Messager de l'Europe, Le Messager de l'Ukraine, Le Bulletin du gouvernement de Kharkov, etc. Il laisse un grand nombre d'articles sur la météorologie qui firent autorité à l'époque.

## Source
- (ru) Cet article est partiellement ou en totalité issu de l’article de Wikipédia en russe intitulé « Каразин, Василий Назарович » (voir la liste des auteurs).

- Notice dans un dictionnaire ou une encyclopédie généraliste :   - Deutsche Biographie
- Notices d'autorité :   - VIAF
  - ISNI
  - LCCN
  - GND
  - Pologne
  - Israël
  - NUKAT
  - Suède
  - Tchéquie
  - WorldCat